# Krasznahorkai László
Krasznahorkai László (Gyula, 1954. január 5. –) Kossuth-díjas magyar író, 2004 óta a Digitális Irodalmi Akadémia és a Széchenyi Irodalmi és Művészeti Akadémia tagja. 2015. május 18-án elnyerte a Nemzetközi Man Booker-díjat, 2019-ben pedig a legjobb fordítás kategóriában az amerikai Nemzeti Könyvdíjat.

## Életpályája
Apja Krasznahorkai György ügyvéd, anyja Pálinkás Júlia TB-ügyintéző. 1960–1968 között a gyulai általános iskolába, majd 1968–1972 között a gyulai Erkel Ferenc Gimnázium latin szakára járt. Ezt követően Szegeden, majd Budapesten hallgatott jogot 1974–1976 között. Az ELTE Bölcsészkarán 1977–1983 között szerzett magyar–népművelő diplomát. 
Első írása a Mozgó Világban jelent meg 1977-ben, Tebenned hittem címmel. 1977–1982 között a Gondolat Könyvkiadónál dokumentátor, 1982-től szabadfoglalkozású író. Több alkotását, így például a Sátántangót is megfilmesítette rendező barátja, Tarr Béla.
Először 1987-ben hagyhatta el a kádári Magyarországot, Nyugat-Berlinben töltött egy évet a DAAD vendégeként. A keleti blokk összeomlása óta állandóan változtatja lakóhelyeit. Gyakran tér vissza Németországba és Magyarországra, de hosszabb-rövidebb időket töltött és tölt Franciaországban, Spanyolországban, az Amerikai Egyesült Államokban, Angliában, Hollandiában, Olaszországban, Görögországban, Kínában és Japánban.
Műveit elismeréssel fogadták a kritikusok az Egyesült Államoktól Japánig. Susan Sontag „az apokalipszis Gogolt és Melville-t idéző magyar mesterének” nevezte Krasznahorkait, W. G. Sebald pedig így írt róla: „Krasznahorkai víziójának univerzalitása a Holt lelkeket író Gogoléval rokon, s a kortárs irodalommal kapcsolatos minden kétségünket eloszlatja”. 1993-ban elnyerte Németországban az év legjobb könyvének járó díjat, a Bestenliste-Preist Az ellenállás melankóliája című regényéért.
1996-ban a Wissenschaftskolleg zu Berlin vendége volt. A Háború és háború c. regényének írása közben több éven át keresztül-kasul utazta Európát. A mű megírásában legnagyobb segítségére Allen Ginsberg volt, akinek New York-i lakásában hosszabb ideig lakott, s akinek baráti tanácsai sokban segítették a könyv létrejöttét.

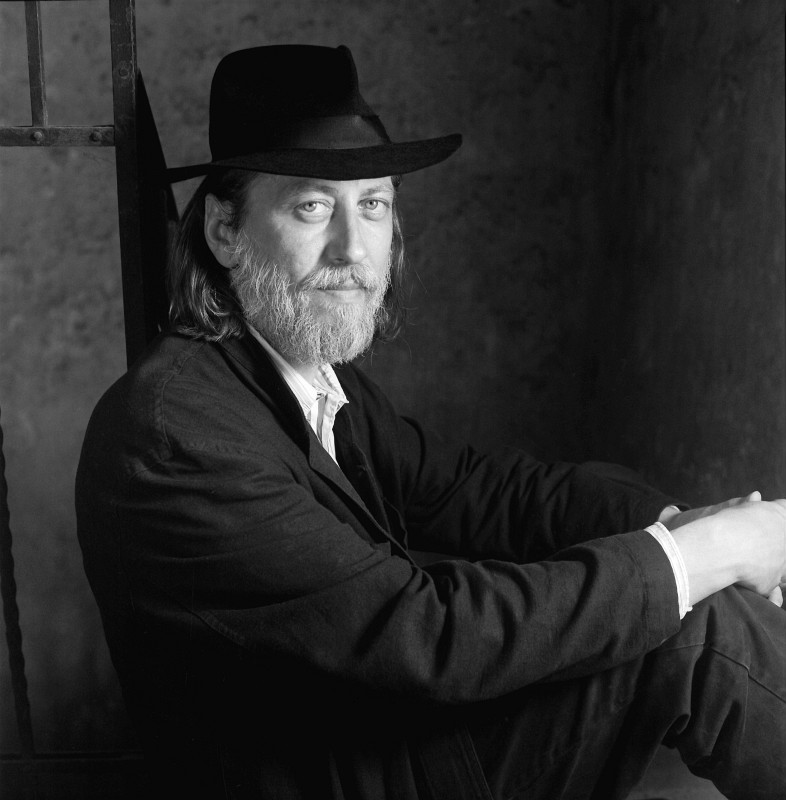
Szilágyi Lenke felvétele

1990-ben töltött először hosszabb időt Kelet-Ázsiában, mongóliai és kínai élményeiről Az urgai fogoly és a Rombolás és bánat az Ég alatt című regényében számolt be. Attól kezdve többször visszatért Kínába. 1996-ban, 2000-ben és 2005-ben 6-6 hónapot töltött Japánban, Kiotóban.
1985 óta filmrendező barátja, Tarr Béla szinte kizárólag az ő könyveiből, illetve forgatókönyveiből készítette filmjeit, köztük a világhírű Sátántangót és a Werckmeister harmóniákat. Krasznahorkai Tarrnak utolsó filmjéig, a 2011-es A torinói ló-ig együtt dolgozott vele, és minden fontos döntésében segítette a rendezőt.
Számos díj kitüntetettje, köztük tulajdonosa a legrangosabb magyar állami díjnak, a Kossuth-díjnak is. Tagja a Digitális Irodalmi Akadémiának. 2008-ban vendégprofesszor volt a berlini Freien Universitäten. 2010 júniusában Berlinben megkapta a néhány évvel azelőtt alapított Brücke Berlin-díjat. Németül is megjelent Seiobo járt odalent című elbeszéléséért kapta a 20 ezer euróval járó kitüntetést, amely fordítójának, a drezdai Heike Flemmingnek is szól. 2014-ben megkapta az America Award irodalmi életműdíját.
2016 szeptemberében megjelent Báró Wenckheim hazatér című regénye. A legendás Sátántangóban megérkezett Irimiás, a regényformát a valóságba átvezető Háború és háború bevezetéseként pedig megjött Ézsaiás. Most újabb nagy Krasznahorkai-hős tűnik fel a láthatáron, báró Wenckheim, a soha nem változó Ígéret beteljesítőjének tekintett ember, aki Buenos Airesből tér haza. Haza: hozzánk, napjaink Magyarországára és ősei reményvesztett vidékére, ahol úgy várják, mint a Messiást. Azt mond, amit megérdemlünk, vagy azt, amit hallani szeretnénk? Szerencsejáték-függő nagybeteg, vagy zseniális megváltó, aki új távlatokat nyitni érkezik? Egy biztos: a kisvárost, mely szülőhelye, s ahol nyugodni fog, olajszállító kamionok lepik el. Közel leszünk a tűzhöz. Krasznahorkai László egész életművét összegző regénye apokalipszis és karnevál, érzékeny szatíra és dráma és tragikus zárlat, melyben mindenki megkapja a magáét: aki nevetni akar, nevethet, aki elérzékenyülni, az elérzékenyül. Előképe Gogol és Mikszáth, no meg az enciklopédikus Dante, aki e regény lapjain is feltűnik: szolnoki lakos, aki – fejben – erősen hasonlít a Dante nevű brazil balhátvédre. A Sátántangó felejthetetlen táncrendje után itt is tánclépésekben haladunk a kamionhosszú-szuggesztív világmondatok fenséges hömpölygésével a vég elől a vég felé.
Három gyermeke van Kata, Ágnes, Emma. Változó helyszíneken él Európában.

## Művei

### Regények, elbeszélések
- 1985
  - Sátántangó (regény, Magvető Könyvkiadó, majd a Széphalom Könyvműhely) (változatlan kiadások: Széphalom Könyvműhely: 1993, 2004, Magvető Könyvkiadó: 2005, 2009, 2013, 2015)
  - Az állomáskereső ("halálnovellák", in: Életünk 1985. szeptember)
- 1986 Kegyelmi viszonyok („halálnovellák”, Magvető Könyvkiadó) (további kiadások: 1997, 2007)
- 1989 Az ellenállás melankóliája (regény, Magvető Könyvkiadó, majd a Széphalom Könyvműhely) (változatlan kiadások: Széphalom Könyvműhely: 1999, 2001, Magvető Könyvkiadó: 2005, 2011, 2014)
- 1992 Az urgai fogoly (novellák, Széphalom Könyvműhely, majd a Magvető Könyvkiadó) (változatlan kiadás: Magvető Könyvkiadó: 2004)
- 1993
  - A Théseus-általános. Titkos akadémiai előadások (orációk, Széphalom Könyvműhely) ("javított" kiadásként a 2013-as Megy a világ című elbeszéléskötetébe szerkesztve)
  - A harmadik beszéd (részlet A Théseus-általános című orációkból, in: Jelenkor antológia)
- 1998 Megjött Ézsaiás (előjáték egy regényhez, Magvető Könyvkiadó) (teljes kiadásként a 2013-as Háború és Háború című kötetbe szerkesztve)
- 1999 Háború és Háború (regény, Magvető Könyvkiadó) (teljes, második kiadás: 2013)
- 2003 Északról hegy, Délről tó, Nyugatról utak, Keletről folyó (regény, Magvető Könyvkiadó) (változatlan kiadások: 2012)
- 2004 Rombolás és bánat az Ég alatt (dokumentumregény, Magvető Könyvkiadó)
- 2008 Seiobo járt odalent (elbeszélések, Magvető Könyvkiadó) (változatlan kiadások: 2012)
- 2009 Az utolsó farkas (elbeszélés, Magvető Könyvkiadó)
- 2010 Állatvanbent /elbeszélés, Max Neumannal festményeivel, Magvető Könyvkiadó/
- 2012 Nem kérdez, nem válaszol. Huszonöt beszélgetés ugyanarról (szerzői szerkesztett interjúkötet, Magvető Könyvkiadó)
- 2013 Megy a világ (elbeszélések, Magvető Könyvkiadó)
- 2016 Báró Wenckheim hazatér (regény, Magvető Könyvkiadó)
- 2018
  - A Manhattan-terv (előjáték egy regényhez); fotó Ornan Rotem, esszéford. Todero Anna (Magvető Könyvkiadó)
  - Aprómunka egy palotáért. Bejárás mások őrületébe (Magvető Könyvkiadó)
- 2019 Mindig Homérosznak (összművészeti alkotás Max Neumannal és Miklós Szilveszterrel, Magvető Könyvkiadó)
- 2021 Seiobo járt odalent / jav. utánny.; Magvető Könyvkiadó/
- 2022 Herscht 07769. Florian Herscht Bach-regénye. Elbeszélés; Magvető, Budapest, 2021 (regény)
- 2024 Zsömle odavan; Magvető, Budapest (regény)

### Folyóiratmegjelenések
- 1977 Tebenned hittem (elbeszélés, in: Mozgó Világ, 1977. december)
- 1980
  - A keddi lidérc (elbeszélés, in: Mozgó Világ, 1980. október)
  - A Gondolat Könyvkiadó 1981-ben megjelenő kiadványai (szerkesztő, Gondolat Könyvkiadó)
- 1981 A Gondolat Könyvkiadó 1982-ben megjelenő kiadványai (szerkesztő, Gondolat Könyvkiadó)
- 1982 Valamit tudni (részlet a Sátántangó című készülő regényből, in: Mozgó Világ, 1982. augusztus)
- 1983
  - Ördögcsecs és sátántangó (I.) (regényrészlet, in: Jelenkor, 1983. április)
  - Ördögcsecs és sátántangó (II.) (regényrészlet, in: Jelenkor, 1983. május)
- 1984
  - Herman, a vadőr (elbeszélés, in: Látóhatár, 1984. április)
  - Borbélykézen (elbeszélés, in: Jelenkor, 1984. október)
- 1985 Herman, a vadőr (elbeszélés, in: Körkép '85)
- 1986
  - Rendkívüli állapotok (elbeszélés, in: Jelenkor, 1986. február)
  - Pokol, hirtelen (elbeszélés, in: Jelenkor, 1986. június)
  - Borbélykézen (elbeszélés, in: Körkép '86)
- 1987
  - A lassan elsötétedő világ (részlet a Kegyelmi viszonyok című "halálnovellákból", in: Új Írás, 1987)
  - Kitekintés az univerzumra (regényrészlet, in: Jelenkor, 1987. június)
  - A hanyatlás vitéze (regényrészlet in: Jelenkor, 1987. szeptember)
  - Rendkívüli állapotok (elbeszélés, in: Körkép '87)
  - Kés a kézben (elbeszélés, in: Újhold-Évkönyv '87)
- 1988 Kés a kézben (elbeszélés, in: Körkép '88)
- 1989 Se harsonaszó, se lovasok (elbeszélés, in: Újhold-Évkönyv '89)
- 1990
  - Pecsét van a kapukon (elbeszélés, in: Nappali Ház, 1990/1-2.)
  - Az Orpheus olvasóihoz (válaszok, in: Orpheus, I. évfolyam 2. szám, 1990. június)
- 1991
  - Maan't előtt, Maan't után (regényrészlet, in: Jelenkor, 1991. január)
  - Pecsét van a kapukon (elbeszélés, in: Nappali Ház, 1991/1-2.)
  - Egy későkamaszkori dolgozat Márai Sándor emigrációs pályájáról I. (tanulmány, in: Jelenkor, 1991. április)
  - Egy későkamaszkori dolgozat Márai Sándor emigrációs pályájáról II. (tanulmány, in: Jelenkor, 1991. május)
- 1992
  - Már csak tíz év (elbeszélés, in: 2000, 1992. január)
  - A pécsi beszéd (elbeszélés, in: Jelenkor, 1992. szeptember)
- 1993 A harmadik beszéd – oratio (elbeszélés, in: Jelenkor, 1993. május)
- 1996
  - Egy mondat (Metszet egy készülő könyvből, in: Jelenkor, 1996. április)
  - Egy mondat (részlet a készülő regényből, in: 2000, 1996. május)
- 1996
  - Egy mondat (részlet a készülő regényből, in: Holmi, 1996. június)
  - Egy mondat (Metszet egy könyvből, in: Jelenkor, 1996. október)
  - Egy mondat (részlet a készülő regényből, in: 2000, 1996. december)
  - Sátántangó: Valami tudni (részlet a Sátántangó című regényéből, in: "Szabaduljunk meg az utókortól..." – huszonegy, Békés megyében született, innen eltávozott és ide érkezett szépíró szöveggyűjteménye, Békés Megyei Könyvtár – Tevan Kiadó, Békéscsaba, 1996)
- 1997 Egy mondat (Metszet egy könyvből, in. Jelenkor, 1997. május)
- 1998 Hogy visszanyerjük (elbeszélés, in: Kultúra és Közösség, 1998/III.)
- 1999 Járás egy áldás nélküli térben (kiállítás megnyitó, in: Alföld, 1999. január)
- 2000 Néma a süketnek (1899-1999) (elbeszélés, in: Körkép 2000)
- 2001 Az egész Kréta már (elbeszélés, in: Számadás – Hollandiai Mikes Kelemen Kör (1951-2001), Kalligram Könyvkiadó)
- 2003
  - A remény a szelencében marad. Előre? Hátra? Ülve? Állva? – Búcsúzási javaslatok a XX. századtól (elbeszélés, in: Rend és kaland – az 50 éves Alföld antológiája)
  - Csak a csillagos ég (részlet a Rombolás és bánat az Ég alatt című készülő regényből, in: Beszélő, 2003. július-augusztus)
- 2004
  - Puszta beszéd (elbeszélés, in: Eurovízió 2004)
  - Rombolás és bánat az Ég alatt (részlet a Rombolás és bánat az Ég alatt című készülő regényből, in: Alföld, 2004. január)
  - Rombolás és bánat az Ég alatt (részlet a Rombolás és bánat az Ég alatt című készülő regényből, in: Szépirodalmi Figyelő, 2004/2.)
  - Rombolás és bánat az Ég alatt (elbeszélés, in: Körkép 2004)
- 2005 Ion Grigorescu – Krasznahorkai László: Lesz, ami lesz (elbeszélés, in: 2000, 2005. június)
- 2008
  - Lefelé egy erdei úton (novella, in: Jelenkor 2008. április)
  - Krasznahorkai László -- Jacek Dobrowolski: Az ellenállás melankóliája című regény forrásainál (interjú, in: Jelenkor 2008. április)
- 2009
  - Lefelé egy erdei úton (elbeszélés, in: Körkép 2009)
  - Az utolsó farkas (elbeszélés, Magvető Könyvkiadó)
  - A sebességről (próza, in: Jelenkor, 2009. július-augusztus)
- 2010
  - Számla (elbeszélés, in: Holmi, 2010. március)
  - A sebességről (elbeszélés, in: Körkép 2010)
  - Nine Dragons Crossing (elbeszélés, in: Jelenkor, 2010. október)
- 2011
  - Egyszer a 381-esen (elbeszélés, in: Körkép 2011)
- 2021 Mészöly hamva (esszé, in: Jelenkor, 2021. január)

### Egyéb művek
- 1998 Járás egy áldás nélküli térben (in: Bukta Imre kiállítás, katalógus)
- 2000 Háború és Háború (CD-ROM, Magvető Könyvkiadó, felvétel: Fehér György, szereplő: Kormos Mihály)
- 2001 Este hat; néhány szabad megnyitás (esszék, Magvető Könyvkiadó – Dovin közös kiadása)
- 2003 Krasznahorkai beszélgetések (szerkesztette: Hafner Zoltán, Széphalom Könyvműhely)
- 2008 Háborús architektúra (5 CD, Dukay Barnabással és Gadó Gáborral) (Krasznahorkai László elmeséli a Háború és Háború című regényét)

### Forgatókönyvek
- 1988 Kárhozat (nagyjátékfilm, rend.: Tarr Béla)
- 1990 Az utolsó hajó (rövidfilm, rend.: Tarr Béla)
- 1994 Sátántangó (nagyjátékfilm, rend.: Tarr Béla)
- 1999 Háború és Háború (rövidfilm, rend. és operatőr: Fehér György) (megjelent a Háború és Háború – a teljes történet című CD-ROM-on)
- 1997-2001 Werckmeister harmóniák (nagyjátékfilm, rend.: Tarr Béla) (Az ellenállás melankóliája című regénye nyomán)
- 2003-2007 A londoni férfi (nagyjátékfilm, rend.: Tarr Béla) (Georges Simenon azonos című regénye nyomán)
- 2008-2011 A torinói ló (nagyjátékfilm, rend.: Tarr Béla)

### Médiamegjelenések
- 1989 Az ellenállás melankóliája (rövidfilm, rend.: Fehér György)
- 2005 Csillagos az ég felettem (portréfilm, rend.: Keserű Judit)
- 2018 A báró hazatér (portréfilm, rend.: Breier Ádám)

## Díjak, elismerések
- 1983 Móricz Zsigmond-ösztöndíj
- 1986 Művészeti Alap elsőkötetesek Bölöni-díja
- 1987 József Attila-díj
- 1987 Mikes Kelemen Kör díja, Hollandia
- 1987–1988 DAAD-ösztöndíj, Nyugat-Berlin
- 1992 Déry Tibor-díj
- 1993 Soros Alapítvány, Krúdy Gyula-díj
- 1993 Bestenliste irodalmi díj az év legjobb könyvéért /Melancholie des Widerstands/, Baden-Baden
- 1996 Wissenschaftskolleg Berlin, ösztöndíj
- 1998 Márai Sándor-díj
- 1999 Alföld-díj
- 2000 a Japan Foundation ösztöndíja
- 2002 Magyar Köztársaság Babérkoszorúja díj
- 2004 a Digitális Irodalmi Akadémia tagja
- 2004 Kossuth-díj
- 2005 a Japan Foundation ösztöndíja (Kyoto)
- 2008 Szépirodalmi Figyelő-díj
- 2010 Brücke-Berlin-díj (Berlin)
- 2012 Prima Primissima díj
- 2014 America Award
- 2015 Nemzetközi Man Booker-díj
- 2017 AEGON művészeti díj
- 2017 Merítés-díj
- 2019 Babeș–Bolyai Tudományegyetem Doctor Honoris Causa, díszdoktori kinevezés
- 2019 Nemzeti Könyvdíj -National Book Award az angolra fordított művek kategóriájában[4]
- 2021 Osztrák állami díj az európai irodalomért- Österreichischer Staatspreis für Europäische Literatur
- 2022 Libri irodalmi díj